# جيسي هان
جيسي هان (بالإنجليزية: Jesse Hahn) هو لاعب كرة قاعدة أمريكي، ولد في 30 يوليو 1989 في نورويتش في الولايات المتحدة.

## وصلات خارجية
- جيسي هان على موقع دوري كرة القاعدة الرئيسي (الإنجليزية)
- جيسي هان على موقعبيزبول رفرنس.كوم (الدوري الرئيسي) (الإنجليزية)
- جيسي هان على موقعبيزبول رفرنس.كوم (الدوري الثانوي) (الإنجليزية)
- جيسي هان على موقع إي إس بي إن.كوم (أم.أل.بي) (الإنجليزية)
- جيسي هان على موقع مشجعي الرسوم البيانية (الإنجليزية)